# Acrapex pacifica
Acrapex pacifica är en fjärilsart som beskrevs av Holloway 1979. Acrapex pacifica ingår i släktet Acrapex och familjen nattflyn. Inga underarter finns listade i Catalogue of Life.